# Claudio Böckli
Claudio Böckli est un biathlète suisse, né le 20 juin 1984 à Wetzikon.

## Biographie
Il entre en équipe nationale en 2000. Il participe à la Coupe du monde à partir de la saison 2007-2008, marquant ses premiers points au sprint d'Hochfilzen avec une 26e place.
Lors de la saison 2009-2010, il établit sa meilleure performance en Coupe du monde avec une 16e place au sprint de Ruhpolding. Il en obtient une autre en fin d'année 2012 à l'individuel d'Östersund.
Il remporte la médaille d'or au sprint par équipe aux Jeux mondiaux militaires d'hiver de 2013.
Aux Jeux olympiques d'hiver de 2014, il est 78e de l'individuel et 14e du relais. Il se retire du biathlon à l'issue de la saison 2013-2014.

## Palmarès

### Jeux olympiques d'hiver
| Épreuve / Édition           | Individuel | Sprint | Poursuite | Mass start | Relais | Relais mixte |
| Jeux olympiques 2014 Sotchi | 78e        | —      | —         | —          | 14e    | —            |

Légende :
- — : Non disputée par Böckli

### Championnats du monde
| Épreuve / Édition             | Individuelle | Sprint | Poursuite | Départ en masse | Relais | Relais mixte |
| Mondiaux 2007 Antholz         | 58e          | 67e    | -         | -               | 16e    | -            |
| Mondiaux 2008 Östersund       | -            | 62e    | -         | -               | -      | —            |
| Mondiaux 2009 Pyeongchang     | 62e          | -      | -         | -               | -      | -            |
| Mondiaux 2012 Khanty-Mansiïsk | -            | -      | -         | -               | 7e     | -            |
| Mondiaux 2013 Nové Město      | 38e          | 47e    | 51e       | -               | 17e    | 11e          |

Légende :
- — : N'a pas participé à cette épreuve

### Coupe du monde
- Meilleur classement général : 65e en 2013.
- Meilleur résultat individuel : 16e.